# Salah Teskouk
Salah Teskouk, né le 26 juillet 1935 à Paris et mort le 29 mars 2013 dans la même ville, est un acteur et metteur en scène français d'origine algérienne.

## Biographie

### Jeunesse
Salah Teskouk naît le 26 juillet 1935 dans le 5e arrondissement de Paris. Fils du premier muezzin de la Mosquée de Paris inaugurée en 1926, il quitte une première fois la France pour l’Algérie quand Paris est occupé en 1940.

### Carrière
En revenant, il s’inscrit aux cours privés du Petit Marigny puis, grâce à un ami, il rencontre Jean-Marie Serreau qui, le premier, lui donnera sa chance. Il travaillera régulièrement sur deux des trois côtés de la méditerranée. D’abord comédien, en 1969 il joue le rôle du "petit Salah" dans la pièce de Jacques  Kraemer et René Gaudy, Splendeur et misère de Minette la Bonne Lorraine, au Théâtre populaire de Lorraine, il est également  régisseur de ce spectacle. Il est assistant d' Antoine Vitez en 1967, et à nouveau en 1971-72. Il se frottera lui-même à la mise en scène. Au théâtre, il continue de travailler avec les plus grands, de Patrice Chéreau à Didier Bezace en passant par Jean-Pierre Vincent. Puis petit à petit, les portes du cinéma s'ouvrent à lui.

### Mort
Il décède le 29 mars 2013 à 77 ans dans le 20e arrondissement de Paris, des suites d'un cancer des poumons. Il est inhumé le 3 avril 2013 au Cimetière musulman de Bobigny.

## Théâtre

### Comédien
- 1969 : Le Percepteur de Jakob Michael Reinhold Lenz, mise en scène d'Antoine Vitez, Théâtre de l'Ouest parisien
- 1969 : L'Avare de Molière
- 1969 : Montserrat d'Emmanuel Roblès
- 1969: Splendeur et misère de Minette la Bonne Lorraine, de Jacques  Kraermer et René Gaudy, Théâtre populaire de Lorraine
- 1970 : La Cuisine d'Arnold Wesker, mise en scène d'Ariane Mnouchkine, Cirque de Montmartre
- 1982 : George Dandin ou le Mari confondu de Molière
- 1983 : Saïd Hamadi de Tahar Ben Jelloun, mise en scène d'Antoine Vitez
- 1988-1989 : Le Retour au désert de Bernard-Marie Koltès, mise en scène de Patrice Chereau
- 1991 : Les Amertumes de Bernard-Marie Koltès
- 1991 : Princesse de Jean-Pierre Vincent
- 1993 : Les Estivant de Lluis Pasqual
- 1998-1999 : Le Jour et la Nuit de Pierre Baudieu, mise en scène de Didier Bezace, Théâtre de la Commune
- 1999 : Quelques mots pour dire d'où je viens de Guillaume Hasson, mise en scène de l'auteur, Thonon-les-Bains
- 2000 : L'Art de la Comédie d'Eduardo De Filippo, mise en scène de François Kergourlay, Théâtre Firmin Gémier / La Piscine
- 2000 : Le Pape kidnappé de João Bethencourt, mise en scène de Jean-Philippe Weiss, Théâtre de Montreux
- 2007 : N'ayez pas peur ! Jean-Paul II de Robert Hossein, mise en scène de l'auteur, Palais des sports de Paris

### Assistant metteur en scène
- 1967-1968 : Les Bains de Vladimir Maïakovski, mise en scène avec Antoine Vitez, Théâtre de Caen
- 1970 : La Cuisine d'Arnold Wesker, mise en scène avec Ariane Mnouchkine, Cirque de Montmartre
- 1971 : Électre de Sophocle, mise en scène avec Antoine Vitez, Théâtre des Amandiers
- 1971 : Andromaque de Racine, mise en scène avec Antoine Vitez, Théâtre de la Cité internationale, Théâtre des Amandiers

## Filmographie

### Cinéma

#### Longs métrages
- 1978 : L'Autre France d'Ali Ghalem
- 1982 : L’empire des rêves de Jean-Pierre Lledo
- 1983 : Liberté, la nuit de Philippe Garrel : Salah
- 1984 : Fort Saganne d'Alain Corneau : Embarek
- 1984 : Tir à vue de Marc Angelo : Salem
- 1987 : Pierre et Djemila de Gérard Blain : le père de Djemila
- 1987 : Les Innocents d'André Téchiné
- 1990 : Les enfants des néons de Brahim Tsaki
- 1991 : La Pagaille de Pascal Thomas
- 1991 : On peut toujours rêver de Pierre Richard
- 1992 : 588, rue Paradis d'Henri Verneuil
- 1994 : Killer Kid de Gilles de Maistre : Mr Baamri
- 1994 : Unité d'habitation de Pierre Grange
- 1995 : Au petit Marguery de Laurent Bénégui : Mohcène
- 1995 : En mai, fais ce qu'il te plaît de Pierre Grange : Ahmed
- 1996 : Le Plus Beau Métier du monde de Gérard Lauzier : le père de Mouloud
- 1999 : Pas de scandale de Benoît Jacquot
- 1999 : Le Fils du Français de Gérard Lauzier
- 2002 : Entre chiens et loups d'Alexandre Arcady : le père de Werner
- 2004 : L'Américain de Patrick Timsit et Bruno Amestoy : Mohammed
- 2005 : La Petite Jérusalem de Karin Albou : L'oncle de Djamel
- 2006 : Paris, je t'aime : Le grand-père de Zarka
- 2006 : Mon colonel de Laurent Herbiet : Un torturé
- 2008 : Un si beau voyage de Khaled Ghorbal : Le vieux coiffeur
- 2009 : Rose et Noir de Gérard Jugnot : Ahmed Hammamouche
- 2010 : La Tête en friche de Jean Becker : Le vieil Arabe

#### Courts métrages
- 1993 : La Contredanse d'Omar Ladgham
- 2003 : L'Homme sans tête de Juan Diego Solanas : le marchand de têtes
- 2009 : Seconde peau de Pauline Dévi : Mr Hadi
- 2010 : Mauvaise Graine de Nicolas Habas
- 2012 : La nuit de Badr de Mehdi Hmili

### Télévision

#### Téléfilms
- 1986 : Mademoiselle B de Bernard Queysanne : Mourad
- 1987 : Le passager du Tassili de Sarah Maldoror
- 1992 : Vacances au purgatoire de Marc Simenon
- 1999 : Les Coquelicots sont revenus de Richard Bohringer : Ahmed
- 2000 : Les Déracinés de Jacques Renard
- 2000 : Les Jours heureux de Luc Béraud : Mahmoud
- 2012 : L'Affaire Gordji : Histoire d'une cohabitation de Guillaume Nicloux
- 2012 : Pour Djamila de Caroline Huppert : Abdelaziz Boupacha

#### Séries télévisées
- 1971 : François Gaillard ou la vie des autres de Jacques Ertaud : Ahmed
- 1989 : Pause-café pause-tendresse de Serge Leroy : Le directeur du collège
- 1993 : Antoine Rives, juge du terrorisme de Philippe Lefebvre : Nourredine Fares
- 1996 : La preuve que Dieu existe d'Arnaud Sélignac
- 1997 : Les Lois de l'hospitalité de Luc Béraud
- 1998 : La Crim' de Miguel Courtois
- 1998 : Le Volcan d'Ottokar Rünge
- 1998 : PJ de Gérard Vergez
- 1999 : Navarro de Patrick Jamain : Omar Ben Yahia
- 1999 : Police District d'Olivier Chavarot
- 2001 : Le Lycée de Miguel Courtois : Le grand-père de Kader
- 2002 : Commissariat Bastille de Jean-Marc Seban
- 2007 : Les Bleus, premiers pas dans la police de Vincent Monnet : Hocine